# Julien Sourice
Julien Sourice, né le 4 janvier 1982 à Beaupréau , est un footballeur français qui évolue au poste de défenseur. Il fut formé au RC Lens mais commença sa carrière en professionnel sous les couleurs du SCO Angers, club dans lequel il restera 8 saisons. Il évolua ensuite en Suisse à l'ESM Lausanne où il fut un des artisans de l'excellent parcours en coupe de suisse du club romand. Il rejoint à l'intersaison 2010, Saint Pryvé (CFA) , club entrainé par l'ex international Reynald Pedros. En 2011, il met prématurément un terme à sa carrière à la suite de nombreuses blessures. Il revient au SCO Angers où il se forme au métier d’entraineur et prend en charge la préformation. Il est nommé en janvier 2015 entraîneur général de l’Olympique Saumur FC alors en Régional 1. Il reste en poste durant 9 saisons avec de nombreux succès et une double accession en National 3 puis en National 2. L’Olympique Saumur aura marqué l’édition 2021 de la coupe de France en atteignant les 8eme de finale en butant sur le Toulouse FC 2-1. Il annonce en janvier 2023 qu’il quittera le club a l’issue de la saison.

## Carrière
| Saison      | Club       | Pays   | Championnat | Coupes nationales |
| ----------- | ---------- | ------ | ----------- | ----------------- |
| 2000 - 2008 | SCO Angers | France |             |                   |

Dernière mise à jour le 19 septembre 2007

## Palmarès
- Finaliste de la coupe nationale minimes 1997 avec la ligue atlantique